# Michael C. Williams
Michael C. Williams, född 25 juli 1973 i Bronx i New York, är en amerikansk skådespelare. Han är mest känd för att spela rollen som sig själv, i skräckfilmen The Blair Witch Project. Han har också medverkat i ett avsnitt av I lagens namn, samt i filmen science fiction-skräckfilmen The Objective, från 2008.
Williams föddes i stadsdelen Bronx, belägen i storstaden New York. Sin skoltid spenderade han på Westlake High School, belägen i den lilla orten Thornwood, i delstaten New York. Han tog sedan därefter examen från universitetet SUNY New Paltz. Han är också en nationell medlem, i studentföreningen Kappa Sigma, i det tidigare nämnda universitetets sätesstad New Paltz.
Williams är chef över Big Blue Door Theater, som är baserad i Hawthorne, New York. År 2009 kom det rapporter om, att han även höll på att studera till studie- och yrkesvägledare. Han arbetar för närvarande som just studie- och yrkesvägledare, samtidigt som han även håller i skådespelarklasser och regisserar skolpjäser, i Westchester County.

## Filmografi (i urval)

### Filmer
- 1999 – The Blair Witch Project
- 2006 – Altered
- 2008 – The Objective

### TV-serier
- 2000 – I lagens namn (TV-serie)
- 2003 – Brottskod: Försvunnen (TV-serie)
- 2009 – Law & Order: Special Victims Unit (TV-serie)
- 2018 – FBI (TV-serie)